# Julie Felix

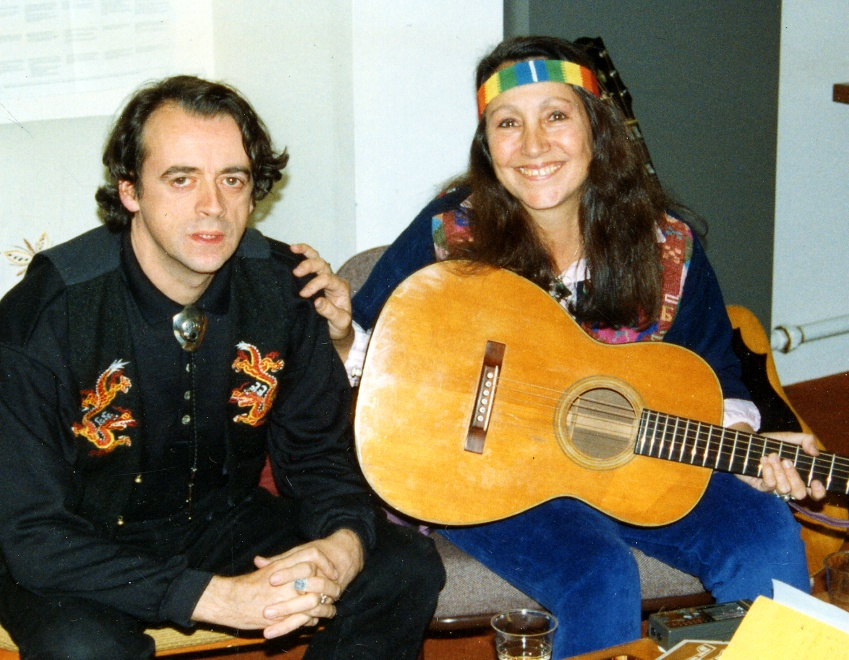
Felix con Bill Lewis prima di un'esibizione congiunta nel 1983

Julie Felix (Santa Barbara, 14 giugno 1938 – Chorleywood, 22 marzo 2020) è stata una cantautrice e chitarrista statunitense. È un'artista folk di origini britanniche che raggiunse il successo alla fine degli anni '60 e all'inizio degli anni '70.

## Biografia
Nata a Santa Barbara, in California, si laureò nel 1956 al liceo di Westchester, a Los Angeles. Lo stesso anno in cui arrivò nel Regno Unito, divenne la prima cantante folk solista sotto contratto con una grande etichetta discografica britannica, quando ottenne un contratto discografico con la Decca Records. Nel giro di un decennio ha avuto una carriera ben consolidata. Nel 1965 fu dichiarata la prima cantante folk a riempire la Royal Albert Hall e fu descritta dal Times come "First Lady of Folk" della Gran Bretagna.
Nel 1966 la Felix divenne la cantante residente nel programma televisivo della BBC The Frost Report, presentato da David Frost. Condusse i suoi spettacoli per la BBC dal 1968 al 1970, tra cui la serie Once More With Felix (il primo episodio fu trasmesso il 9 dicembre 1967). Tra i protagonisti del suo spettacolo c'erano The Kinks, Fleetwood Mac, Leonard Cohen e la chitarra solista dei Led Zeppelin, Jimmy Page, che suonò i pezzi solisti per chitarra White Summer e Black Mountain Side. Il 1º maggio 1967 apparve nel programma televisivo tedesco Beat-Club; nel settembre 1968 agli International Essen Song Days. Si esibì al Festival dell'Isola di Wight nel 1969.
Ha avuto due hit della Official Singles Chart nel 1970, il primo di molti sull'etichetta RAK, prodotto da Mickie Most. Il primo era con la canzone intitolata "If I Could (El Cóndor Pasa)", mentre la seconda, marginalmente meno riuscita, "Heaven is Here", fu scritta da Errol Brown e Tony Wilson di Hot Chocolate. Il 1990 vide l'uscita di un nuovo album, Bright Shadows.
Il 24 marzo 2008 apparve in un programma della BBC Four in cui le star di The Frost Report si riunirono per una serata celebrativa di 40 anni da Frost Over England; la Felix cantò "Blowin' in the Wind". Apparve al Wynd Theatre, Melrose, Scottish Borders, su base annuale negli anni 2000.
Felix è vissuta fino alla sua morte nel 2020 a Chorleywood, nell'Hertfordshire, in Inghilterra dove ha registrato e recitato fino alla tarda età, apparendo sul palco nel suo 80º compleanno nel 2018.

## Discografia

### Album
- 1964 Julie Felix (Decca)
- 1965 2nd Album (Decca)
- 1966 3rd Album (Decca)
- 1966 Changes  (Fontana) – UK[6] No. 27
- 1967 In Concert (World)
- 1967 Flowers (Fontana)
- 1968 This World Goes Round and Round (Fontana)
- 1968 Julie Felix's World (Fontana)
- 1969 Going to the Zoo (Fontana)
- 1972 Clotho's Web (RAK)
- 1974 Lightning (EMI)
- 1977 Hota Chocolata (Monte Rosa)
- 1982 Colours in the Rain (Scranta)
- 1982 Blowing in the Wind (Scranta/Dingle's)
- 1987 Amazing Grace (Starburst)
- 1989 Bright Shadows (Remarkable)
- 1993 Branches in the Mist (Remarkable)
- 1995 Windy Morning (Remarkable)
- 1998 Fire – My Spirit (Remarkable)
- 2002 Starry Eyed and Laughing: Songs by Bob Dylan (Remarkable)
- 2008 Highway of Diamonds (Remarkable)
- 2018 'Rock Me Goddess' (Talking Elephant)

### EP
- 1965 Sings Dylan & Guthrie (Decca)
- 1966 Songs from the Frost Report (Fontana)
- 1967 Songs from the Frost Report, Vol.2 (Fontana)

### Singoli
- 1965 "Someday Soon" (Decca)
- 1966 "I Can't Touch the Sun" (Fontana)
- 1967 "Saturday Night" (Fontana)
- 1967 "The Magic of the Playground" (Fontana)
- 1968 "That's No Way to Say Goodbye" (Fontana)
- 1970 "If I Could (El Cóndor Pasa)" (RAK) – UK[6] No. 19
- 1970 "Heaven is Here" (RAK) – UK[6] No. 22
- 1971 "Snakeskin" (RAK)
- 1971 "Moonlight" (RAK)
- 1972 "Fire Water Earth and Air" (RAK)
- 1974 "Lady With the Braid" (EMI)
- 1974 "Finally Getting to Know One Another" (EMI)
- 1974 "I Dreamed I Saw St. Augustine" (EMI)
- 1977 "Hota Chocolata" (Talent)
- 1978 "Come Out" (Talent)
- 1981 "Yoke (We Believe)" (Scranta)
- 1981 "Dance With Me" (Scranta)
- 1988 "The Sea and the Sky" (Remarkable)
- 1992 "Woman" (Remarkable)